# لي شافير
لي شافير (بالإنجليزية: Lee Shaffer)‏ مواليد 23 فبراير 1939 في شيكاغو، هو لاعب كرة سلة أمريكي معتزل. بدأ مسيرته الاحترافية في سنة 1961. تم اختياره من قبل فريق فيلادلفيا سفنتي سيكسرز خلال الدرافت. حمل الرقم 22. يبلغ طوله 6 قدم 7 بوصة (2.0 م). اعتزل اللعب في 1964. أحرز خلال مسيرته في الإن بي إيه 3291 نقطة بمعدل 16.8 نقطة في المباراة الواحدة.

## روابط خارجية
- لي شافير على موقع إن بي أي (الإنجليزية)
- لي شافير على موقع سبورتس رفرنس (الإنجليزية)
- لي شافير على موقع كلية كرة السلة في سبورتس رفرنس.كوم (الإنجليزية)
- لي شافير على موقع ريلجم (الإنجليزية)
- لي شافير على موقع بروبوليرز (الإنجليزية)
- لي شافير على موقع قاعة كارولاينا الشمالية للمشاهير الرياضية (الإنجليزية)